# Hans Groenendijk (voetballer)
Hans Groenendijk (Rotterdam, 30 april 1960) is een Nederlandse voormalig  profvoetballer die als middenvelder voor onder andere Feyenoord speelde.

## Spelerscarrière
Groenendijk was afkomstig van de eigen jeugd van Feyenoord, waar hij tevens een plek afdwong bij Jong Oranje toen nog UEFA Jeugd. Hij speelde daarin 7 wedstrijden. Met datzelfde elftal wonnen ze in Cannes het jeugdtoernooi door met 1-0 van Brazilië te winnen. Hij debuteerde als profvoetballer op 4 oktober 1980 in de met 0-1 gewonnen uitwedstrijd tegen PSV. In de seizoenen 80/81 (4e plaats) en 81/82 (6e plaats) speelde hij totaal 23 competitiewedstrijden waarin hij tweemaal scoorde. Zijn laatste wedstrijd voor Feyenoord speelde hij op 22 mei 1982 tegen FC Twente (3-3). Verder speelde hij in de Europacup II één wedstrijd en drie wedstrijden in de UEFA Cup.
Na dat seizoen  werd hij verkocht aan Eendracht Aalst waar hij het seizoen 82/83 speelde en een knieblessure opliep. Vervolgens werd hij in het seizoen 83/84 verhuurd aan FC Den Bosch waar hij onder trainer Hans Verèl 10e in de Eredivisie werd, en 25 wedstrijden speelde en drie goals maakte. Daarna keerde hij terug naar Eendracht Aalst, waar hij tot het seizoen 86/87 onder contract bleef en door aanhoudende knieklachten gedwongen vervroegd afscheid moest nemen van het profvoetbal. Hierna bouwde hij zijn voetbalcarrière af in de hoofdklasse bij de amateurs van SV TOP in Oss.

## Trainerscarrière
Groenendijk is trainer geweest van onder andere de landelijke A- en B-jeugd van SV TOP uit Oss, SV OSS '20, dat hij naar de 1e klasse leidde, SV CHC dat hij twee keer hogerop bracht, RKJVV, waarmee hij naar de 3e klasse promoveerde, en FC Schadewijk. Na een jaar sabbatical (2011/2012)is hij weer op de velden in de seizoenen 2012/2013 en 2013/2014 traint hij RKSV Prinses Irene uit Nistelrode, met ingang van het seizoen 2014/2015 traint hij FC Engelen uit 's-Hertogenbosch en heeft zijn contract verlengd tot 2016.
Zoals de stand van zaken nu is zal hij wederom minimaal een jaar sabbatical nemen

## Overzicht
| seizoen  | club                | wedstrijden | doelpunten | competitie      |
| -------- | ------------------- | ----------- | ---------- | --------------- |
| 1980/81  | Feyenoord           | 11          | 1          | Eredivisie      |
| 1981/82  | Feyenoord           | 12          | 1          | Eredivisie      |
| 1982/83  | Eendracht Aalst     |             |            | Vlag van België |
| 1983/84  | FC Den Bosch (huur) | 25          | 3          | Eredivisie      |
| 1984/87  | Eendracht Aalst     |             |            | Vlag van België |
| Totalen: |                     | 48          | 5          |                 |

## Trivia
- Groenendijk trainde bij FC Schadewijk ook zijn zoons Michael en Wesley die in het eerste speelden.